# Francis Guerrero
Francisco Javier Guerrero Martín - kortweg Francis - (Coín, 11 maart 1996) is een Spaans voetballer die doorgaans als rechtsback speelt. Hij stroomde in 2017 door vanuit de jeugd van Real Betis.

## Clubcarrière
Francis is afkomstig uit de jeugdopleiding van Real Betis. Op 20 augustus 2017 debuteerde hij op de openingspeeldag van het seizoen 2017/18 in de Primera División in het Camp Nou tegen FC Barcelona. In zijn debuutseizoen speelde hij in totaal veertien competitieduels.

## Interlandcarrière
Op 11 september 2018 debuteerde Francis voor Spanje –21.